# 春华街道
春华街道，是中华人民共和国天津市河东区下辖的一个街道办事处。天津站后广场位于其辖区内。

## 行政区划
春华街道下辖以下地区：
惠康家园社区、新博园社区、春华里社区、东盈园社区、新天地家园社区、华泰里社区、华康里社区、聚安东园社区、瑞金里社区、秋实园社区、汇和家园社区、美福园社区、巨福新园社区和华腾里社区。